# ملعب رمات غان
ملعب رمات غان هو ملعب كرة قدم يقع في مدينة رمات غان الإسرائيلية. يسع الملعب لجلوس 41،583 متفرج. يعتبر الملعب الرسمي الذي يخوض فيه منتخب إسرائيل مبارياته الدولية. تم افتتاح الملعب في سنة 1951 ثم تمت توسعته في سنة 1981.
وأيضا تلعب فيه الفرق لمباريات دوري ابطال أوروبا